# Palazzina della Zecca
La Palazzina della Zecca è uno storico palazzo situato a Massa Marittima (GR), nel terziere di Borgo.

## Storia
Il palazzo è così chiamato perché dal 1317 fu utilizzato per coniare il grosso, la moneta della Repubblica di Massa.
Con la fine della Repubblica, l'edificio divenne proprietà dei signori della Sassetta (Italia). Nel 1401 fu acquistata dal vescovo Niccolò Beruto di Massa che lo utilizzò per ampliare la sede vescovile, prima posta nella palazzina dei conti di Biserno.
La palazzina della Zecca ospita la sede della Società dei Terzieri Massetani.